# Aenigmatistes transvaalensis
Aenigmatistes transvaalensis är en tvåvingeart som beskrevs av Schmitz 1940. Aenigmatistes transvaalensis ingår i släktet Aenigmatistes och familjen puckelflugor. Inga underarter finns listade i Catalogue of Life.